# David Bull

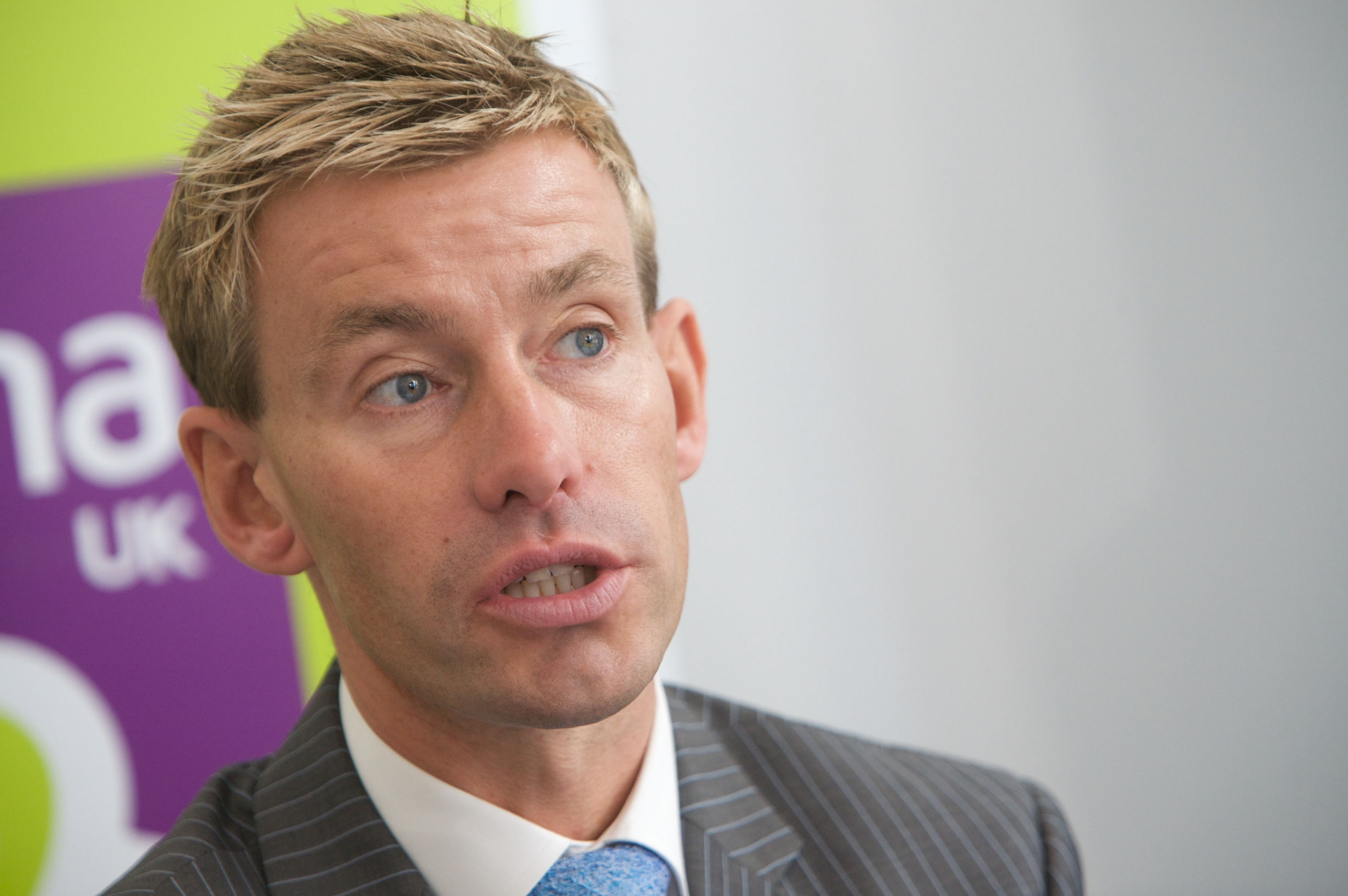
David Bull, 2009

David Bull (* 9. Mai 1969 in Farnborough, London) ist ein britischer Fernsehmoderator, Mediziner und Politiker.

## Leben
Bull besuchte das Framlingham College. Er studierte an der St Mary's Hospital Medical School am Imperial College London. Als Arzt war er am Whittington Krankenhaus in London tätig sowie für den National Health Service  in den Bereichen Notfallmedizin beim Ealing Hospital NHS Trust. Ab 1995 war er für den britischen Fernsehsender BBC als Moderator tätig. Bis 2019 war Bull Mitglied der Conservative Party. Er trat zur  Brexit Party über.
Vom 2. Juli 2019 bis 31. Januar 2020 war Bull dann  Abgeordneter im Europäischen Parlament für die Partei Reform UK. Bull outete sich 2007 beim Brighton Pride als homosexuell.

## Werke (Auswahl)
- Cool and Celibate?: Sex and No Sex